# Macrochaetus hauerianus
Macrochaetus hauerianus is een raderdiertjessoort uit de familie Trichotriidae. De wetenschappelijke naam van deze soort is voor het eerst geldig gepubliceerd in 1964 door Wulfert.